# Jaanus Kuum
Jaanus Kuum (Janusz), né le 2 octobre 1964 à Tallinn (Estonie) et mort le 26 août 1998 à Oslo, est un coureur cycliste norvégien d'origine estonienne des années 1980-1990.

## Biographie
Jaanus Kuum est né en Tallinn en URSS en 1964. Au début des années 1980, il fait partie de l'équipe soviétique avec Youri Barinov et Sergueï Soukhoroutchenkov. En 1984, à 19 ans, alors qu'il doit participer aux Jeux olympiques à Los Angeles, le PCUS décide de boycotter ces derniers. Frustré, Kuum fuit alors en Norvège et demande l'asile, qu'il obtient. Devenu norvégien, il part en France pour poursuivre sa carrière. Il passe professionnel au début de l'année 1986 dans l'équipe de Bernard Hinault.
Professionnel de 1986 à 1994, il a été membre des équipes La Vie claire, A.D.R., Teka, TVM. Jaanus Kuum a participé au Tour de France en 1988 et 1989 au sein de l'équipe ADR. En 1989, il est coéquipier du vainqueur Greg LeMond. Il abandonne au cours de la dixième étape. La suite de sa carrière ne fut pas conforme à ses attentes, lui qui était attendu en tant que rouleur d'exception et bon grimpeur. En 1993, il est renversé par un automobiliste et gravement blessé à la tête. Il achève sa carrière en 1994 en tant qu'équipier du jeune Marco Pantani.
Après sa carrière sportive, il monte une boutique de cycles aux États-Unis, mais il fait faillite. Il rentre alors en Norvège, où il se suicide dans sa 34e année.

## Palmarès
- 1983
  - Champion d'Estonie du contre-la-montre en duo[n 1]
  - 2e du championnat d'Estonie du contre-la-montre

- 1985
  - 2e du Tour du Texas

- 1986
  -  Champion de Norvège du contre-la-montre
  - Champion de Norvège du contre-la-montre par équipes[n 2]
  - 6e étape du Tour du Texas
  - 6e étape de la Beatrice Classic
  - 2e du Tour du Texas
  - 2e de la Beatrice Classic
  - 2e de la Coppa Sabatini
  - 5e de la Coors Classic

- 1988
  - 1re étape du Tour des vallées minières
  - 2e du Tour de Luxembourg
  - 3e du Grand Prix Eddy Merckx
  - 3e du Tour d'Aragon
  - 3e du Tour des Asturies
  - 9e du championnat du monde sur route
  - 10e de Paris-Nice
  - 10e de la Philadelphia Cycling Classic

- 1989
  - 2e du Tour des Asturies

- 1990
  - 2e du championnat de Norvège du contre-la-montre

## Résultats sur les grands tours

### Tour de France
2 participations
- 1988 : 24e
- 1989 : abandon (10e étape)

### Tour d'Italie
2 participations
- 1987 : 82e
- 1991 : abandon (1re étape)

### Tour d'Espagne
2 participations
- 1989 : 14e
- 1990 : non-partant (7e étape)